# Браћа Мицић
Браћа Мицић, Љубомир  и Бранислав (који су деловали под псеудонимом Бранко Ве Пољански) били су оснивачи српског авангардног покрета зенитизам.
Љубомир Мицић (* 16. новембар 1895. Јастребарско, Аустроугарска — 14. јун 1971. Качарево код Панчева) је био српски песник, прозни писац, књижевни критичар и глумац. Бранислав Мицић, односно Бранко Ве Пољански  (Сошице, Словенија 1897. — Париз, 1947) је био српски књижевник и сликар.
Српско културно друштво „Сава Мркаљ“ из Топуског додељивало је од 1993. до 1995. године књижевну награду „Браћа Мицић“. Награда је уручивана у Мајским Пољанама код Глине на Банији.